# Sirtina
Sirtina es un género de foraminífero bentónico de la subfamilia Clypeorbinae, de la familia Lepidorbitoididae, de la superfamilia Orbitoidoidea, del suborden Rotaliina y del orden Rotaliida. Su especie tipo es Sirtina orbitoidiformis. Su rango cronoestratigráfico abarca desde el Santoniense hasta el Maastrichtiense (Cretácico superior).

## Clasificación
Sirtina incluye a las siguientes especies:
- Sirtina orbitoidiformis †
- Sirtina ornatus †